# Opòssum de Virgínia
L'opòssum de Virgínia o sariga de Virgínia (Didelphis virginiana) és l'únic marsupial trobat a Nord-amèrica més al nord del Rio Grande.
Com les altres sarigues, viu uns quatre o cinc anys. No té cap mena de risc d'extinció. És un animal solitari i nocturn que fa servir la seva cua prènsil per a desplaçar-se entre les branques dels arbres. Es tracta d'un animal salvatge, però també pot adaptar-se a viure a parcs i jardins amb humans. És omnívor, menja insectes i animals petits, ous, fruita i llavors. A més, té immunitat contra el verí de molts escurçons, la qual cosa li permet caçar-los amb relativa facilitat. Té la mida d'un gat.
La seva mandíbula té una mossegada molt potent i pot obrir-se fins a pràcticament formar un angle recte. Per a defensar-se d'alguns dels seus depredadors la sariga és capaç de fer-se la morta durant sis hores, i durant aquest temps no només queda immòbil, sinó que és capaç d'alentir la respiració i els batecs del cor, a més d'emetre un líquid pudent. Òbviament aquesta estratègia no la poden usar amb els carronyaires, que mengen cadàvers.

## Hàbitat
És un oportunista reeixit i es troba a Centreamèrica i Nord-amèrica de costa a costa (introduït a Califòrnia el 1906 i 1910) i de Costa Rica al sud del Canadà; sembla que encara està ampliant la seva difusió cap al nord. Els seus avantpassats evolucionaren a Sud-amèrica, però pogueren colonitzar Nord-amèrica durant el gran intercanvi americà, possibilitat per la formació de l'istme de Panamà fa uns 3 milions d'anys. És habitual veure'l a prop de poblacions, buscant entre les deixalles, o mort per atropellament al costat de la carretera.